# Codex Mariendalensis
El Codex Mariendalensis és un manuscrit que conté un poema èpic sobre Violant de Vianden. Es creu que és obra de Hermann von Veldenz, que probablement va escriure la història de la vida de Violant el 1290 després de la seva mort el 1283. L'obra conté 5.963 versos rimats en un idioma que s'assembla a l'actual luxemburguès, fet que li dona una important rellevància per a l'estudi d'aquesta llengua.
L'èpica de Hermann sembla que es va conservar al monestir de Marienthal durant més de quatre segles després de ser escrit. El 1655, l'original va ser copiat sobre paper pel jesuïta belga Alexander von Wiltheim. Alhora, Wiltheim va escriure una vida de Violant en llatí basant-se en l'obra de Hermann. El novembre de 1999, el lingüista de Luxemburg Guy Berg i Yasmin Krull van descobrir el còdex original al castell d'Ansemburg, ubicat a poca distància del monestir de Marienthal.
El poema explica com la princesa Violant va deixar les comoditats de la seva casa al castell de Vianden per unir-se al convent de Marienthal, on més tard esdevindria l'abadessa.
El Còdex Mariendalensis juntament amb altres documents que pertanyen als senyors d'Ansemburg, va ser adquirit per l'estat de Luxemburg el 2008 i ara forma part de les col·leccions de l'Arxiu i de la Biblioteca Nacional de Luxemburg.